# ワルデマール・チェルピンスキー
ワルデマール・チェルピンスキー（Waldemar Cierpinski、1950年8月3日 - ）は、東ドイツの元マラソン選手。

## プロフィール
ほとんど無名で出場した1976年モントリオールオリンピックの男子マラソンで、当時世界最強のマラソン選手であったフランク・ショーター（アメリカ）に五輪新記録で勝ち、金メダルを獲得。その後、目立った成績がなく、再び出場した1980年モスクワオリンピックでも事前の評価は高くなかったが、優勝候補といわれた日本3選手（瀬古利彦、宗茂、宗猛）の不参加などもあって、予想を覆してアベベ・ビキラ（エチオピア）以来の、オリンピックのマラソン2大会連続優勝を達成した。また、33歳で出場した第1回世界選手権ヘルシンキ大会でも3位に入り、銅メダルを獲得した。翌年の1984年ロサンゼルスオリンピックは自国のボイコットによる不参加で出場出来ず、マラソン種目で史上初の五輪3連覇はならなかった。現在では統一されたドイツ国内にてスポーツ用品店を経営している。

## マラソン成績
| 年月    | 大会名                       | タイム      | 順位   | 備考                       |
| ------- | ---------------------------- | ----------- | ------ | -------------------------- |
| 1974.10 | コシチェマラソン             | 2:20:28.4   | 3位    |                            |
| 1975.10 | コシチェマラソン             | 2:17:30.4   | 7位    |                            |
| 1976.04 | カール＝マルクス＝シュタット | 2:13:57.2   | 優勝   |                            |
| 1976.05 | ヴィッテンベルク             | 2:12:21.2   | 優勝   | モントリオール五輪選考会   |
| 1976.07 | モントリオールオリンピック   | 2:09:55     | 優勝   | 五輪最高記録、自己最高記録 |
| 1976.12 | 福岡国際マラソン             | 2:14:56     | 3位    |                            |
| 1977.10 | コシチェマラソン             | 2:16:00.3   | 3位    |                            |
| 1978.05 | プラハ                       | 2:14:51     | 優勝   |                            |
| 1978.06 | 東ドイツ選手権（コトブス）   | 2:14:58     | 優勝   |                            |
| 1978.09 | ヨーロッパ選手権（プラハ）   | 2:12:20     | 4位    |                            |
| 1978.12 | 福岡国際マラソン             | 2:22:49     | 32位   |                            |
| 1979.09 | カール＝マルクス＝シュタット | 2:15:50     | 優勝   |                            |
| 1979.12 | 福岡国際マラソン             | ----------- | (棄権) |                            |
| 1980.05 | カール＝マルクス＝シュタット | 2:11:17     | 優勝   |                            |
| 1980.08 | モスクワオリンピック         | 2:11:03     | 優勝   | 五輪連覇                   |
| 1980.10 | コシチェマラソン             | ----------- | (棄権) |                            |
| 1980.12 | 福岡国際マラソン             | 2:10:24     | 6位    |                            |
| 1981.09 | ヨーロッパカップ（アーヘン） | 2:15:44     | 2位    |                            |
| 1981.12 | 福岡国際マラソン             | ----------- | (棄権) |                            |
| 1982.01 | マニラ                       | 2:14:27     | 優勝   |                            |
| 1982.06 | 東ドイツ選手権（ドレスデン） | 2:12:59     | 優勝   |                            |
| 1982.09 | ヨーロッパ選手権（アテネ）   | 2:17:50     | 6位    |                            |
| 1983.02 | 東京国際マラソン             | 2:12:40     | 7位    |                            |
| 1983.06 | ヨーロッパカップ（ラレド）   | 2:12:26     | 優勝   |                            |
| 1983.08 | 世界陸上選手権（ヘルシンキ） | 2:10:37     | 3位    |                            |
| 1983.12 | 福岡国際マラソン             | 2:15:13     | 15位   |                            |
| 1984.02 | 東京国際マラソン             | 2:12:00     | 8位    |                            |
| 1985.10 | コシチェマラソン             | 2:19:52     | 5位    |                            |

## 自己ベスト
- 5000m 13分36秒6 （1975年6月25日）
- 10000m 28分28秒2 （1975年5月10日）
- 3000m障害 8分32秒4 （1974年7月20日）
- 1時間走 19926m （1973年5月6日）
- マラソン 2時間09分55秒 （1976年7月31日）